# Världsmästerskapen i nordisk skidsport 1980
Världsmästerskapen i nordisk skidsport 1980 hölls i Falun, Sverige, och bestod av 20 kilometer längdskidåkning för damer, eftersom denna gren inte funnits med vid olympiska vinterspelen 1980 i Lake Placid i USA. Tävlingen avgjordes lördag 8 mars 1980, som en del av Svenska skidspelen.

## Damer, 20 kilometer
| Nr | Deltagare                      | Tid        |
| -- | ------------------------------ | ---------- |
| 1  | Veronika Hesse, Östtyskland    | 1:01:58.23 |
| 2  | Galina Kulakova, Sovjetunionen | 1:02:26.34 |
| 3  | Raisa Smetanina, Sovjetunionen | 1:02:41.70 |
| 4  | Marlies Rostock, Östtyskland   | 1:03:20.01 |
| 5  | Nina Balditjova, Sovjetunionen | 1:03:25.59 |
| 6  | Zinaida Amosova, Sovjetunionen | 1:03:57.13 |
| 7  | Berit Aunli, Norge             | 1:04:35.90 |
| 8  | Carola Anding, Östtyskland     | 1:05:09.84 |
| 9  | Shirley Firth, Kanada          | 1:05:38.91 |
| 10 | Anette Böe, Norge              | 1:06:09.25 |

Plats: Falun, Sverige

## Medaljfördelning
| Pl. | Nation        | Guld | Silver | Brons | Totalt |
| --- | ------------- | ---- | ------ | ----- | ------ |
| 1   | Sovjetunionen | 0    | 1      | 1     | 2      |
| 2   | Östtyskland   | 1    | 0      | 0     | 1      |